# Bouyon (Estéron)
Pour les articles homonymes, voir Bouyon (homonymie).
Le Bouyon est une rivière du département des Alpes-Maritimes, en région Provence-Alpes-Côte d'Azur, et un affluent droit de l'Estéron, donc un sous-affluent du fleuve le Var.

## Géographie
De 15,4 km de longueur, le Bouyon prend source sur la commune de Coursegoules, au plan des Baumettes, à 1 519 m d'altitude. Il s'appelle vallon de la Faye, dans cette partie haute, vallon de l'Abreuvoir, sur la même commune de Coursegoules, puis Vallon de la Gravière, à l'ouest de Bézaudun-les-Alpes.
Il coule globalement de l'ouest vers l'est, et remonte vers le nord pour confluer avec l'Estéron en rive droite.
Il conflue sur la commune du Broc, à la limite avec Bouyon, à 144 m d'altitude.

### Communes et cantons traversées
Dans le seul département des Alpes-Maritimes, le Bouyon traverse dans deux cantons les quatre communes suivantes, dans le sens amont vers aval, de Coursegoules (source), Bézaudun-les-Alpes, Bouyon, Le Broc (confluence).
Soit en termes de cantons, le Bouyon prend source dans le canton de Vence et conflue dans le canton de Nice-3, le tout dans l'arrondissement de Grasse et dans les intercommunalité communauté d'agglomération Sophia Antipolis et Métropole Nice Côte d'Azur.

### Toponyme
le Bouyon a donné son hydronyme à la commune de Bouyon.

### Bassin versant
Le Bouyon traverse une seule zone hydrographique Le Var de la Vésubie à l'Estéron inclus (zones Y640 à Y642 exclus) (Y643) de 2 700 km2 de superficie. Ce bassin versant est occupé à 96,65 % de « forêts et milieux semi-naturels », à 3,05 % de « territoires agricoles », à 0,28 % de « territoires artificialisés » et à 0,01 % de « surfaces en eau »,.
Le bassin versant du Bouyon est 35,33 km2 de superficie. 
Les cours d'eau voisins sont l'Estéron au nord et au nord-est, le Var à l'est et au sud-est, la Cagne au sud, le Loup et la Ganière au sud-ouest, la Lane à l'ouest, la Gironde au nord-ouest,,.

### Organisme gestionnaire
L'organisme gestionnaire est le SMIAGE ou Syndicat Mixte Inondations, Aménagements et Gestion de l'Eau maralpin, créé en le 1er janvier 2017 , et s'occupe désormais de la gestion des bassins versants côtiers des Alpes-Maritimes, en particulier de celui du fleuve le Var. Celui-ci « a été reconnu comme EPTB, avec les félicitations du jury, lors de la séance du comité de bassin de l’Agence l’eau Rhône-Méditerranée-Corse du vendredi 22 juin 2018 car il porte à la fois des politiques liées à la prévention du risque inondation et la gestion des milieux aquatiques »,.

## Affluent
Le Bouyon a quatre tronçons affluents référencés :
- la vallon de la Buissière (rg[note 3]), 1,7 km sur les deux communes de Coursegoules et Bézaudun-les-Alpes.
- le Vallon Obscur ou la Fontaine de Mauvans (rg), 3,3 km sur les deux communes de Coursegoules et Bézaudun-les-Alpes.
- le vallon de la Vache Morte (rd), 2,3 km sur les deux communes de Bézaudun-les-Alpes et Bouyon.
- le vallon de Fouant (rd), 1,3 km sur la seule commune du Broc.

### Rang de Strahler
Le rang de Strahler du Bouyon est donc de deux.

## Aménagements et écologie
Le Bouyon n'a pas de station qualité ni de station de mesures de débit : la plus proche station est celle de l'Estéron à Gillette - La Clave (06212600)

### AAPPMA
Le Bouyon est géré par l'AAPPMA aval de l'Estéron l'AAPPMA de "la Truite Argentée"